# Toccata e fuga in Fa maggiore
La toccata e fuga in fa maggiore BWV 540 è una composizione per organo di Johann Sebastian Bach.

## Toccata
La composizione, il più vasto brano (di 438 battute) che Bach abbia mai fatto seguire da una fuga, si apre con un lungo canone a due voci a distanza di una battuta sostenuto da un pedale di tonica a cui segue un virtuosistico assolo di pedale che conclude nella tonalità della dominante di do maggiore.
Riprende di nuovo il canone di apertura nella nuova tonalità, seguito da un secondo assolo di pedale, al termine del quale il brano sviluppa in forma più elaborata il materiale tematico esposto fino a quel momento.
Tale sviluppo si basa principalmente su figurazioni arpeggiate eseguite alternativamente dal manuale e dal pedale, accompagnate questa volta da evoluzioni armoniche e modulazioni per l'epoca assai ardite.
Questa toccata intreccia così i diversi stili ed influssi della formazione bachiana: l'esordio infatti è nello stile delle toccate di Johann Pachelbel, mentre gli assoli di pedale e le vivaci figurazioni ad esso sono affidate sono tratte dall'arte di Dietrich Buxtehude.

## Fuga
La fuga è basata su due soggetti e si suddivide in tre sezioni. Nella prima sezione il primo soggetto di carattere vocale è esposto ed elaborato; nella seconda sezione è introdotto un secondo soggetto, maggiormente ritmato e di carattere strumentale. Nell'ultima sezione infine i due soggetti sono combinati nelle loro possibili permutazioni contrappuntistiche.

## Datazione
Questa composizione presenta alcune peculiarità, che rendono difficoltosa la sua esatta datazione.
La compiutezza, la pacatezza e la maestosità della fuga potrebbero far pensare ai primi anni di Bach a Lipsia. La struttura della toccata, nella qual permangono elementi di discontinuità, come gli assoli di pedale, invece, parrebbe collocare il brano negli ultimi anni di Weimar.
La presenza di note particolarmente acute al pedale, infine, suggeriscono che la toccata sia una delle poche opere organistiche composte da Bach a Cöthen (paese nel quale erano presenti due organi con un'eccezionale estensione della pedaliera, caratteristica, questa, piuttosto rara altrove nel diciottesimo secolo).
Non è, infine, da escludere che i due brani siano stati composti in tempi differenti e riuniti in un secondo momento (vi sono diversi esempi di questo tipo nella produzione bachiana: si pensi ai preludi e fughe in la minore BWV 543 e in sol minore BWV 542); addirittura si pensa che l'Aria in fa maggiore BWV 587, trascritta da Bach da una raccolta di François Couperin, avrebbe potuto fungere da movimento Largo in una versione tripartita, forse eseguita dallo stesso compositore di Lipsia nel 1713.

## Curiosità
Il gruppo progressive rock Emerson, Lake & Palmer, la inserì nel loro brano The Only Way (Hymn), dall'album Tarkus.